# Meriam Bellina
Meriam Bellina, właśc. Ellisa Meriam Bellina Maria Bamboe (ur. 10 kwietnia 1965 w Bandungu) – indonezyjska aktorka filmowa, modelka i piosenkarka.

## Życie prywatne
Meriam Bellina urodziła się 10 kwietnia 1965 w Bandungu jako Maria Eliza Bellina Bamboe.
W 1987 poślubiła Ferry’ego Angriawana, z którym rozwiodła się w 1990. W 1991 poślubiła Adisoerya Abdi, z którym ma dwójkę dzieci; rozwiodła się z nim w 2001.

## Wybrana filmografia
- 1981: Perawan-perawan – Poppy
- 1982: Roro mendut
- 1989: Saat kukatakan cinta
- 1991: Taksi – Desi
- 1991: Taksi 2 – Desi
- 2017: Surat Cinta untuk Starla the Movie
- 2018: Benyamin Biang Kerok